# Драган Джоканович
Драган Джоканович (на сръбски: Драган Ђокановић или Dragan Đokanović) е сръбски политик от Босна и Херцеговина, роден на 20 aприл 1958 година. Доктор по медицина, детски специалист в отделението по неонатология на Детската клиника при Клиничния център на Университета в Сараево.

## Биография
Завършил e основно училище, гимназия и медицински факултет в Сараево. Специализирал е педиатрия, има и две пост-дипломни студии в Медицинския факултет на Сараево (клинична медицина и социална медицина с организация на здравеопазването).

## Спортни прояви
Гимнастик, тренирал в Сараево и в Унгария. Многократен носител на награди от първенства младша и старша възраст в Босна и Херцеговина. Младежки шампион на Югославия на успоредка в държавното първенство в Ново Место през 1975 година. Участва в младежкия национален отбор на Югославия през 1976 година във Фермо (Италия) в двубоя на отборите на Италия и Югославия. В състезанието старша възраст през 1981 година в Трбовле за купата на Югославия се класира на второ място, а в упражненията на уреди печели още четири медала. През същата година участва в югославския нациоален отбор в международния турнир „Златни пясъци“ във Варна, България. През 1981 година е провъзгласен за един от най-добрите спортисти Босна и Херцеговина.

## Политически живот
На 2 май 1990 година основава Демократичната Партия на Федералистите, с цел да защити равноправността на трите съставни народа на Босна и Херцеговина и равноправния статут на Босна и Херцеговина в Югославия  както и утвърждаването на европейската идея. С демократичния федерализъм като модел на управление в многонационални държави и като главно програмно начало на партията се запознава по време на пребиваването си в Берн, Швейцария.
Демократичната Партия на Федералистите участва в първите многопартийни избори в Босна и Херцеговина, както и в изборите, организирани от ОССЕ през 1996 година. Един от подписниците е на декларацията за провъзгласяване на република на сръбския народ в Босна и Херцеговина, наречена тогава Сръбска република Босна и Херцеговина.  Регистрира Демократичната партия на федералистите и в Сърбия през 2003 година, с цел въвеждане на целокупния сръбски народ в Европейския съюз. 
През 1993 година формира Министерство на ветераните и инвалидите и цивилните жертви от войната към правителството на Република Сръбска. По време на войната в Босна и Херцеговина повдига пред Президентството и Народното събрание на Република Сръбска въпроса за военните престъпления и геноцида.  В тази връзка е свидетел пред Международния наказателен трибунал за бивша Югославия от 14 до 18 март 2005 година и през ноември 2009 година. 

### Кандидатури
Кандидат е за президент на Република Сръбска през 1996 година като противник на управлението на Радован Караджич.  През 1992 година Драган Джоканович е първият назначен пълномощник на председателството на Сръбска република Босна и Херцеговина и на Радован Караджич, а идеите на Джоканович застъпва и самият Караджич през 1991 година.  Кандидат е за президент на Република Сръбска, на предсрочните избори през 2007 година , като противник на властта на Милорад Додик.